# Zákon dvanácti desek
Zákon nebo Zákoník dvanácti desek (latinsky Lex nebo Leges duodecim tabularum) je nejstarší kodifikace římského práva z poloviny 5. století př. n. l. Jednalo se o dvanáct bronzových desek, které byly vystaveny na Foru Romanu.

## Vznik
Podle tradice vznikl tento nejstarší zápis všeho římského práva jako jakýsi kompromis mezi patriciji a plebeji, kteří požadovali písemné sepsání zvykového práva. Patricijové totiž nepsané právo tajili a vykládali ve svůj prospěch.
Podle římské tradice, kterou zapsal Titus Livius, byly tyto zákony sepsány v polovině 5. století před n. l. (v letech 451 a 450 nebo 450 a 449) desetičlennou komisí patriciů decemvirů (z plného titulu Decemviri legibus scribundis). Tuto komisi zvolilo lidové shromáždění Comitia centuriata na dobu jednoho roku, během nějž měli decemvirové všechnu politickou moc v Římě. Tři z nich se vydali na cestu do Řecka, aby sbírali zkušenosti. Po roce předložili lidovému shromáždění deset desek, které vytvořili. Lidové shromáždění usoudilo, že desky potřebují ještě doplnit, a vytvořilo novou skupinu decemvirů. Tato druhá skupina sepsala další dvě desky, ale odmítla je předložit shromáždění a pokusila se ovládnout Řím. Lid se proti nim vzbouřil a vyhnal je. Lidové shromáždění pak i tyto dvě desky přijalo a výsledný tucet desek byl vystaven na Fóru.
Reálný vznik byl asi velmi podobný tomu jak to podává tradice, ale není přesně známo, kdy tento zákoník vznikl. Rok 450, udávaný tradicí, bývá všeobecně přijímán. Ke kodifikaci práva došlo zcela jistě po sporech mezi patriciji a plebejci, kdy po tlaku plebejů došlo k sepsání a uveřejnění zákonů.

## Historie
Další historie těchto desek je poměrně krátká, neboť se po vpádu Gallů (387 př. n. l.) do Říma ztratily, je pravděpodobné, že byly zničeny a k jejich obnově již nedošlo. Tím sice končí historie bronzového originálu, ale zdaleka tím nekončí historie právní platnosti tohoto dokumentu. Jednalo se o tak základní dokument, že z něj vycházelo nejen celé období římské republiky, ale navázali na něj císaři a i za jejich vlády se jednalo o základní pramen římského práva; Gaiova Učebnice práva (2. stol.) jej obšírně vykládá a komentuje. Zákon dvanácti desek nahradily až pozdně-římské císařské kodifikace práva, jež začaly kolem roku 439 (Theodosius II.) a vrcholí Justinianovým kodexem Corpus iuris civilis, kde již vliv zákona dvanácti desek není patrný.

## Obsah
Původní text se nedochoval, ale z pozdějších citací ho lze rekonstruovat, i když rekonstrukce různých autorů se od sebe liší a ani výklad krajně stručných ustanovení není jednoznačný; v následujícím odkazujeme na anglický překlad či rekonstrukci. Jisté je, že se nejednalo o plnou kodifikaci zvykového práva, a velmi pravděpodobně nebyla plná kodifikace ani záměrem. Záměrem evidentně bylo jasně a stručně formulovat nejdůležitější a sporná pravidla. Desky jistě obsahovaly základy práva procesního, dědického a rodinného, dále pak základní zásady trestního. Velmi důležitá byla pravidla pro vymáhání dluhů. Na začátku jedenácté desky byl i velmi známý zákaz sňatků plebejců s patriciji.
Většina textu se zabývá právě dědickým, majetkovým a procesním právem, které bylo pro tehdejší společnost prioritní. Trestní právo bylo pojato pouze okrajově a vymezeny byly jen základní trestné činy, například vražda, krádež, ublížení na těle, čarodějnictví, korupce soudce, zrada a velezrada.
Velmi zajímavé a z hlediska dalšího vývoje římské kultury i důležité byly předpisy, zakazující pohřbívat ve městě a omezující přepych při pohřbívání (Deska X.; toto je ve srovnání s právem jiných starověkých říší skutečně přelomové a důležité). Zákon dále stanovil normy pro stavbu cest (především šířku), odpovědnosti za škody a řadu dalších podrobností, z nichž mohly vznikat sousedské spory.
Základních 10 desek se každá zabývala určeným okruhem témat. Dodatečné desky (11. a 12.) doplňovaly druhou polovinu základních desek (6. až 10.).
1. Předvolání k soudu
2. Soudy a krádeže
3. Nájem majetku
4. Práva otce a manželství
5. Pozemky a opatrovnictví
6. Vlastnictví a držba
7. Zločiny
8. Sousedství nemovitostí
9. Veřejné právo
10. Náboženské právo

## Idea
Chápání práva zde samozřejmě vychází ze stavu společnosti, Řím byl v tuto dobu primitivní agrární stát, kde teprve docházelo k rozvoji směny, obchodu, ale i řemeslné výroby. Především z dědického práva je dobře vidět, že funkce rodu ještě nebyla potlačena a právě rod, resp. jeho hlava (pater familias) byl nositelem práv a zároveň jejich vykonavatelem vůči ostatním členům jeho domu. V tomto patriarchálním uspořádání mohl otec rodu prodávat děti do otroctví a měl nad nimi úplnou moc „života a smrti“ (Deska IV.1).
Zákon stanovuje přísné tresty a drsné zacházení, zejména vůči dlužníkům. Odsouzený dlužník byl třikrát předveden na veřejnost při měsíčním trhu a pokud dluh nezaplatil, mohli ho věřitelé zabít či prodat do otroctví (Deska III.4-10). Na druhou stranu zákon zakazuje jakákoli privilegia pro soukromé osoby, přiznává všem rovná práva a přísně trestá úplatné soudce (Deska IX).

## Význam
Zákon dvanácti desek má v dějinách práva mimořádný význam, nejen pro starověký Řím. Na rozdíl od jiných starověkých zákoníků se neodvolává na božský původ, je výsledkem vyjednávání a kompromisu a dokonce předpokládá, že se může pozdějšími zákony změnit (Deska XI.1). Stanovil základní principy hmotného i procesního práva a položil hlavní důraz na soukromé právo; zde také nalezneme základní zásady dědického práva, které ovlivnily chápání majetku u Římanů a jejich prostřednictvím v celé západní civilizaci. Je velmi pravděpodobné, že se s těmito zásadami ztotožňovala většina římských občanů, a lze tvrdit, že právě tato kodifikace zvykového práva zahájila rozvoj římského právnictví.